# English Football League
De English Football League (EFL) is een organisatie die 72 professionele voetbalclubs uit Engeland en Wales representeert. Het is de organisatie achter de oudste professionele voetbalcompetitie op de wereld en organiseert daarnaast ook nog twee bekercompetities.
De English Football League werd opgericht op 22 maart 1888 ("Football League"), toen de toenmalige directeur van Aston Villa, de Schot William McGregor orde in de chaos wilde scheppen en de twaalf belangrijkste clubs aanschreef om mee te doen. Naast Aston Villa waren dat Accrington, Blackburn Rovers, Bolton Wanderers, Burnley, Derby County, Everton, Notts County, Preston North End, Stoke City, West Bromwich Albion en Wolverhampton Wanderers. Op 8 september van dat jaar begon de eerste competitie.
De English Football League groeide gestaag door en er werden meer divisies aan toegevoegd. Vanaf 1959 waren 92 clubs bij de Football League aangesloten. In 1992 besloten de 22 grootste clubs echter de Football League te verlaten, om in de financieel veel aantrekkelijkere Premier League te gaan spelen. Er bestaat echter wel promotie en degradatie tussen de Premier League en de Championship, de hoogste divisie van de English Football League. Ook bestaat er promotie en degradatie van en naar de National League, de organisatie achter het vijfde en zesde niveau van het Engels voetbalsysteem.

## Overzicht van clubs
In het seizoen 2025/26 maken de volgende clubs deel uit van de verschillende divisies van de English Football League.
| Championship | League One | League Two |
| --- | --- | --- |
| - Birmingham City - Blackburn Rovers - Bristol City - Charlton Athletic - Coventry City - Derby County - Hull City - Ipswich Town - Leicester City - Middlesbrough - Millwall - Norwich City - Oxford United - Portsmouth - Preston North End - Queens Park Rangers - Sheffield United - Sheffield Wednesday - Southampton - Stoke City - Swansea City - Watford - West Bromwich Albion - Wrexham | - Barnsley - Blackpool - Bolton Wanderers - Bradford City - Burton Albion - Cardiff City - Doncaster Rovers - Exeter City - Huddersfield Town - Leyton Orient - Lincoln City - Luton Town - Mansfield Town - Northampton Town - Peterborough United - Plymouth Argyle - Port Vale - Reading - Rotherham United - Stevenage - Stockport County - Wigan Athletic - Wimbledon - Wycombe Wanderers | - Accrington Stanley - Barnet - Barrow - Bristol Rovers - Bromley - Cambridge United - Cheltenham Town - Chesterfield - Colchester United - Crawley Town - Crewe Alexandra - Fleetwood Town - Gillingham - Grimsby Town - Harrogate Town - Milton Keynes Dons - Newport County - Notts County - Oldham Athletic - Salford City - Shrewsbury Town - Swindon Town - Tranmere Rovers - Walsall |

## Bekercompetities
De English Football League organiseert twee bekertoernooien. De League Cup en de League Trophy. De League Cup werd opgericht in 1960 en hieraan doen alle Football League clubs en Premier League clubs mee. De winnaar van het toernooi mag meedoen aan de UEFA Europa League. De League Trophy is voor de clubs uit de League One, League Two en een aantal clubs uit de National League.
1888/89 · 1889/90 · 1890/91 · 1891/92 · 1892/93 · 1893/94 · 1894/95 · 1895/96 · 1896/97 · 1897/98 · 1898/99 · 1899/00 · 1900/01 · 1901/02 · 1902/03 · 1903/04 · 1904/05 · 1905/06 · 1906/07 · 1907/08 · 1908/09 · 1909/10 · 1910/11 · 1911/12 · 1912/13 · 1913/14 · 1914/15 · 1915/16 · 1916/17 · 1917/18 · 1918/19 · 1919/20 · 1920/21 · 1921/22 · 1922/23 · 1923/24 · 1924/25 · 1925/26 · 1926/27 · 1927/28 · 1928/29 · 1929/30 · 1930/31 · 1931/32 · 1932/33 · 1933/34 · 1934/35 · 1935/36 · 1936/37 · 1937/38 · 1938/39 · 1939/40 · 1940/41 · 1941/42 · 1942/43 · 1943/44 · 1944/45 · 1945/46 · 1946/47 · 1947/48 · 1948/49 · 1949/50 · 1950/51 · 1951/52 · 1952/53 · 1953/54 · 1954/55 · 1955/56 · 1956/57 · 1957/58 · 1958/59 · 1959/60 · 1960/61 · 1961/62 · 1962/63 · 1963/64 · 1964/65 · 1965/66 · 1966/67 · 1967/68 · 1968/69 · 1969/70 · 1970/71 · 1971/72 · 1972/73 · 1973/74 · 1974/75 · 1975/76 · 1976/77 · 1977/78 · 1978/79 · 1979/80 · 1980/81 · 1981/82 · 1982/83 · 1983/84 · 1984/85 · 1985/86 · 1986/87 · 1987/88 · 1988/89 · 1989/90 · 1990/91 · 1991/92 · 1992/93 · 1993/94 · 1994/95 · 1995/96 · 1996/97 · 1997/98 · 1998/99 · 1999/00 · 2000/01 · 2001/02 · 2002/03 · 2003/04 · 2004/05 · 2005/06 · 2006/07 · 2007/08 · 2008/09 · 2009/10 · 2010/11 · 2011/12 · 2012/13 · 2013/14 · 2014/15 · 2015/16 · 2016/17 · 2017/18 · 2018/19 · 2019/20 · 2020/21 · 2021/22 · 2022/23 · 2023/24 · 2024/25